# I miei sette figli
I miei sette figli è un libro biografico del 1955 che racconta il sacrificio dei fratelli Cervi, fucilati dai fascisti a Reggio Emilia nel 1943 per la loro attività resistenziale, narrato in prima persona dal padre Alcide.

## La genesi
Nell'inverno 1954, nove anni dopo la liberazione del 1945 e 12 dall'eccidio dei sette fratelli emiliani, il giornalista Renato Nicolai (1924-1983) raccolse dalla viva voce di “papà Cervi” – ormai ottantenne e malato – ricordi e testimonianze su quella straordinaria famiglia di Campegine, per una pubblicazione curata dagli Editori Riuniti, la casa editrice legata al PCI. 
Per i fatti vissuti dai figli fuori casa, in assenza del padre, lo stesso curatore sentì poi tantissime persone che vi avevano preso parte: una vera e propria inchiesta per approfondire ogni aspetto, anche di vita quotidiana, dei martiri partigiani.

## Il linguaggio
Alcide Cervi, classe 1875, aveva fatto la terza elementare e come tutti i contadini della sua generazione parlava quasi esclusivamente in dialetto; per farne il narratore, Nicolai spiegò di essersi impegnato « a ricavare un linguaggio che è italiano, letterario e popolare insieme, ma sorretto sempre da inflessioni e andamenti dialettali. »

## Il contenuto
Il libro si compone di undici capitoli, che vanno dall'autopresentazione di Alcide Cervi, mezzadro cattolico nelle campagne reggiane tra ‘800 e ‘900, alle sue considerazioni sul sacrificio dei figli e sulla situazione dell'Italia e del mondo negli anni Cinquanta: Perché ho deciso di raccontare; Ricordi miei di gioventù; La moglie e i figli; All’Università del carcere; La biblioteca di Campegine; Il livellamento delle terre; Politica e teatro; Dal 25 luglio all’arresto; Queste mura cadranno; La morte dei figli e della madre; Conclusione.

## Edizioni e traduzioni
A pochi mesi dalla pubblicazione, I miei sette figli divenne un fenomeno editoriale: nell'agosto 1955 ebbe una menzione speciale al Premio Viareggio, in ottobre il libro era alla terza edizione, e nella primavera seguente aveva già esaurito 500mila esemplari, grazie anche a una capillare diffusione “porta a porta” curata dalle sezioni del PCI.
Altre edizioni furono nel 1971 quindi nel 1980 (con numerose ristampe), mentre nel 2010 fu la casa editrice Einaudi a curarne una nuova versione, aggiungendo un capitolo per inquadrare, a mezzo secolo dalla prima pubblicazione, la vicenda storico-politica.
Nel tempo il libro ha venduto milioni di copie, ed è stato tradotto in una dozzina di Paesi, fra i quali l'allora URSS e il Giappone, la Cina e l'Argentina, la Francia e la Romania.

## Prefazioni
Nelle varie edizioni, la prefazione al volume è stata firmata da personalità diverse: la prima, nel 1955, dal padre  costituente Piero Calamandrei; poi nel 1980 da Sandro Pertini, allora Presidente della Repubblica; quindi nel 2010 dal professor Luciano Casali, docente di Storia all'Università di Bologna.

## Teatro
Da subito I miei sette figli è stato oggetto di trasposizioni teatrali, anche all'estero, e periodicamente ne viene proposta la lettura pubblica di brani: come per esempio nel 2020, durante la pandemia, quando l'attore Lino Guanciale fu protagonista di uno ’’streaming’’ su vari canali web; o nel 2022 a Cesena con David Riondino, o ancora il 15 aprile 2023 a Parma, da parte degli attori del Teatro Due.
Nel 2019 è stato pubblicata la versione audio-libro integrale, con la voce di Valter Zanardi.

## Cinema
Un decennio dopo la sua uscita, il libro « forniva la tematica narrativa fondamentale » per il film I sette fratelli Cervi, diretto da Gianni Puccini, con la collaborazione di Cesare Zavattini alla sceneggiatura, e un cast eccezionale: Gian Maria Volonté, Elsa Albani, Andrea Checchi, Riccardo Cucciolla, Duilio Del Prete, Lisa Gastoni, Carla Gravina, Renzo Montagnani, Serge Reggiani e altri ancora. 
Un fotogramma del film è stato poi usato per l'immagine di copertina in varie edizioni del volume, in alternativa alla foto di gruppo con la vera famiglia o di papà Cervi che guarda il mappamondo.